# Trò chơi nhập vai chiến thuật
Trò chơi nhập vai chiến thuật (viết tắt là TRPG tức RPG chiến thuật), hay Trò chơi nhập vai chiến lược, ở Nhật Bản còn được gọi là RPG giả lập (viết tắt SRPG), là một thể loại trò chơi điện tử kết hợp các yếu tố cốt lõi của trò chơi điện tử nhập vai với yếu tố chiến thuật (theo lượt hoặc thời gian thực) của trò chơi điện tử chiến lược. Các định dạng của game nhập vai chiến thuật gần giống như trò chơi nhập vai trên bàn và trò chơi chiến lược truyền thống cả về diện mạo, nhịp độ và cấu trúc quy tắc. Tương tự như vậy, các trò chơi nhập vai trên bàn ban đầu có nguồn gốc từ trò chơi giao tranh như Chainmail, chủ yếu liên quan đến chiến đấu.

## Thiết kế trò chơi
Thể loại con của trò chơi điện tử nhập vai này chủ yếu đề cập đến các trò chơi kết hợp các yếu tố từ trò chơi điện tử chiến lược như một sự thay thế cho trò chơi nhập vai (RPG) truyền thống. Giống như các game nhập vai thông thường, người chơi thường sẽ điều khiển một nhóm nhân vật ít người và chiến đấu với một nhóm kẻ địch tương tự. Và giống như các game nhập vai khác, cái chết thường chỉ là tạm thời. Nhưng thể loại này còn kết hợp lối chơi chiến lược, như di chuyển chiến thuật trên nền lưới đẳng áp. Không giống như các game nhập vai truyền thống thường chỉ có một người chơi, một số game nhập vai chiến thuật có tính năng nhiều người chơi, chẳng hạn như Final Fantasy Tactics.
Một sự khác biệt rõ rệt giữa game RPG chiến thuật và game RPG truyền thống là thiếu tính khám phá; chẳng hạn, Final Fantasy Tactics loại bỏ phần khám phá của người thứ ba về các thị trấn và dungeon thường thấy trong trò chơi Final Fantasy. Trong Final Fantasy Tactics, thay vì khám phá thì game lại tập trung vào việc vạch ra chiến lược chiến đấu. Người chơi có thể xây dựng và đào tạo nhân vật để sử dụng trong trận chiến, sử dụng các lớp nhân vật khác nhau, bao gồm chiến binh và những người có thể sử dụng phép thuật, tùy thuộc vào trò chơi. Các nhân vật thường nhận được điểm kinh nghiệm từ trận chiến và phát triển mạnh hơn, đồng thời được thưởng điểm kinh nghiệm phụ, có thể dùng để thăng cấp với các lớp nhân vật cụ thể. Các trận chiến có các điều kiện chiến thắng cụ thể, chẳng hạn như đánh bại tất cả kẻ địch hoặc sống sót sau một số lượt nhất định, mà người chơi cần phải hoàn thành để mở ra bản đồ tiếp theo. Giữa các trận chiến, người chơi có thể truy cập vào nhân vật của mình để trang bị, thay đổi lớp, huấn luyện...tùy thuộc vào trò chơi.

## Lịch sử
Một số trò chơi điện tử nhập vai ban đầu sử dụng hình thức chiến đấu chiến thuật, chẳng hạn như Tunnels of Doom (1982) và Ultima III: Exodus (1983), cũng như The Dragon and Princess (1982) và Bokosuka Wars (1983), tgiới thiệu cách chiến đấu theo nhóm cho thị trường Mỹ và Nhật Bản. Hơn nữa, game nhập vai chiến thuật là hậu duệ của trò chơi nhập vai trên bàn và trò chơi chiến tranh, chẳng hạn như Dungeons & Dragons và Chainmail, chủ đã mang tính chiến thuật yếu ngay từ ban đầu. Tuy nhiên, phần lớn sự phát triển của game nhập vai chiến thuật sẽ khác nhau, và thuật ngữ "game nhập vai chiến thuật" đôi khi chỉ được dành cho những tựa game được tạo ra ở Nhật Bản.